# Terellia volgensis
Terellia volgensis är en tvåvingeart som beskrevs av Bassov och Tolstoguzova 1995. Terellia volgensis ingår i släktet Terellia och familjen borrflugor. Inga underarter finns listade i Catalogue of Life.